# Kégresseband

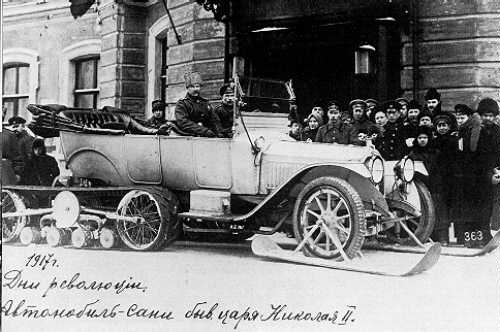
En 1916 Packard Twin-6 från 1916 utrustad med kégresseband

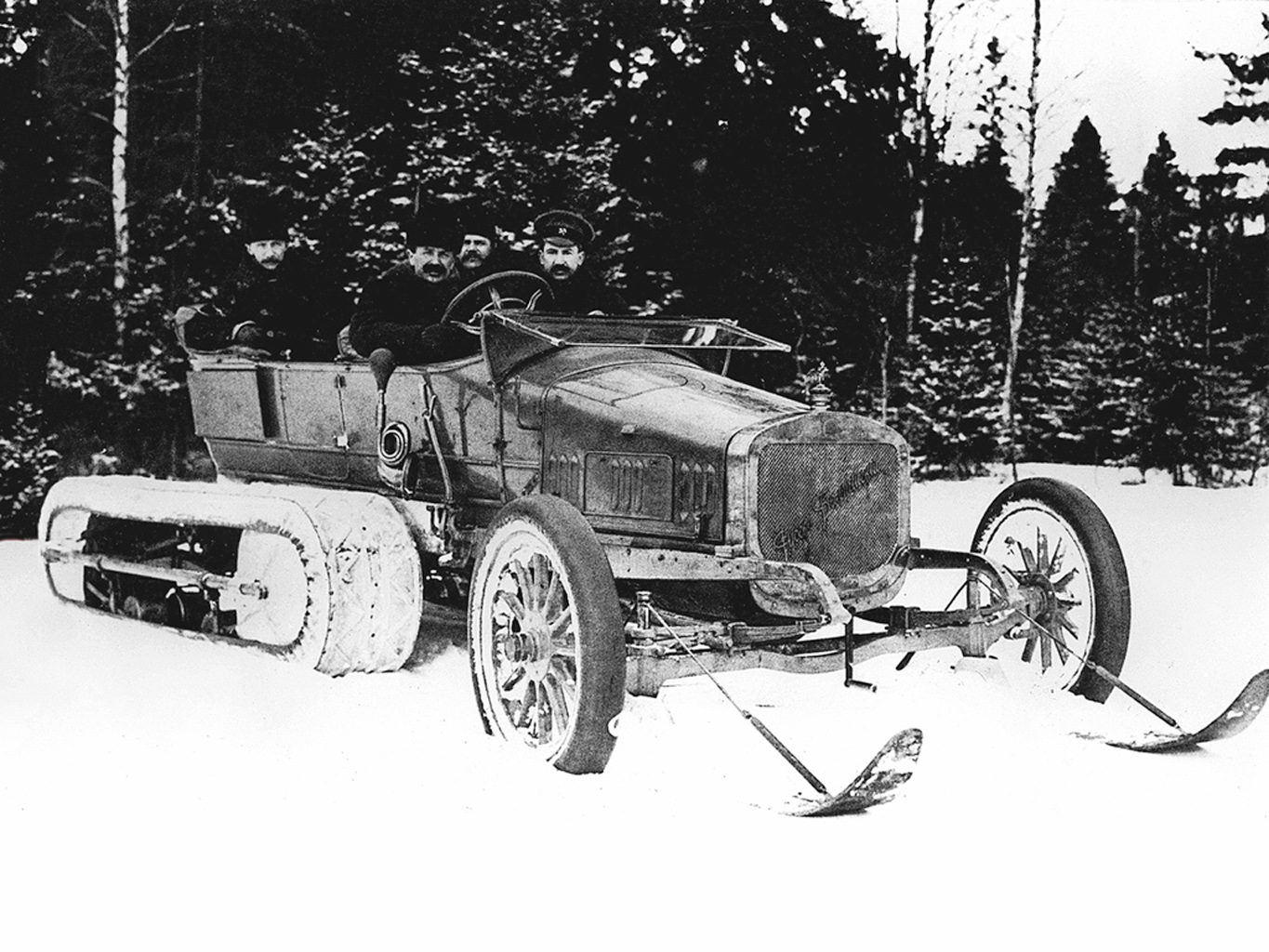
En Russo-Balt C24-30 från Nikolaj II:s garage med kégresseband

Kégresseband är ett system för att modifiera konventionella hjulmotorfordon till halvbandvagnar, som utvecklades av den franske ingenjören Adolphe Kégresse. 
Adolphe Kégresse hade 1903 flyttat till Sankt Petersburg, där han var teknisk chef för tsar Nikolaj II:s  garage 1906–1917. Han var också kejsarens personliga chaufför. För att förbättra användbarheten vintertid för kejsarens bilar uppfann han ett system för att modifiera motorfordon till halvbandvagnar. 
Kégressebanddrivning omfattar en styrbar boggi som är fäst på bilen. Banden på bägge sidor om karossen går över ett stort drivhjul i framänden, ett stort löphjul i bakändan och flera små löphjul däremellan, som det förstärkta, flexibla bandet går över. Bandet är försett med metall- och gummidubbar för att ge ett bra grepp på underlaget.

## Bildgalleri, modifierade personbilar

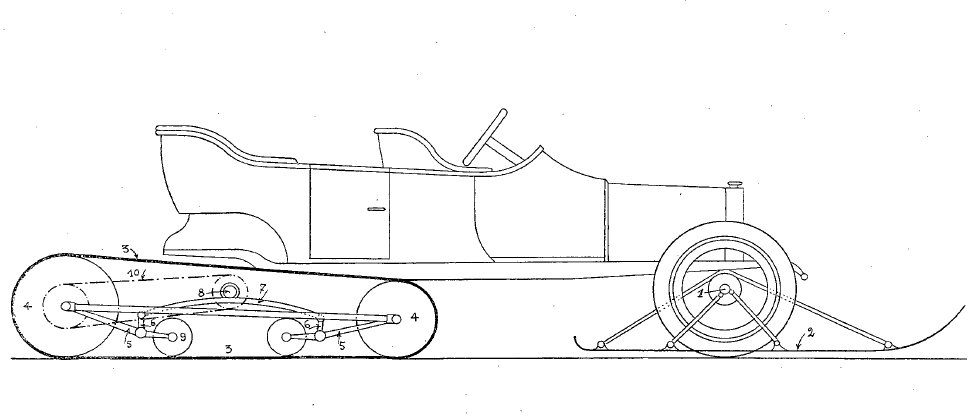
Patentritning för kégresseband, CH65643, 1913
Kégressebandfordon vid Tsar Nikolaj II:s garage
En Russo-Balt vid Tsar Nikolaj II:s garage
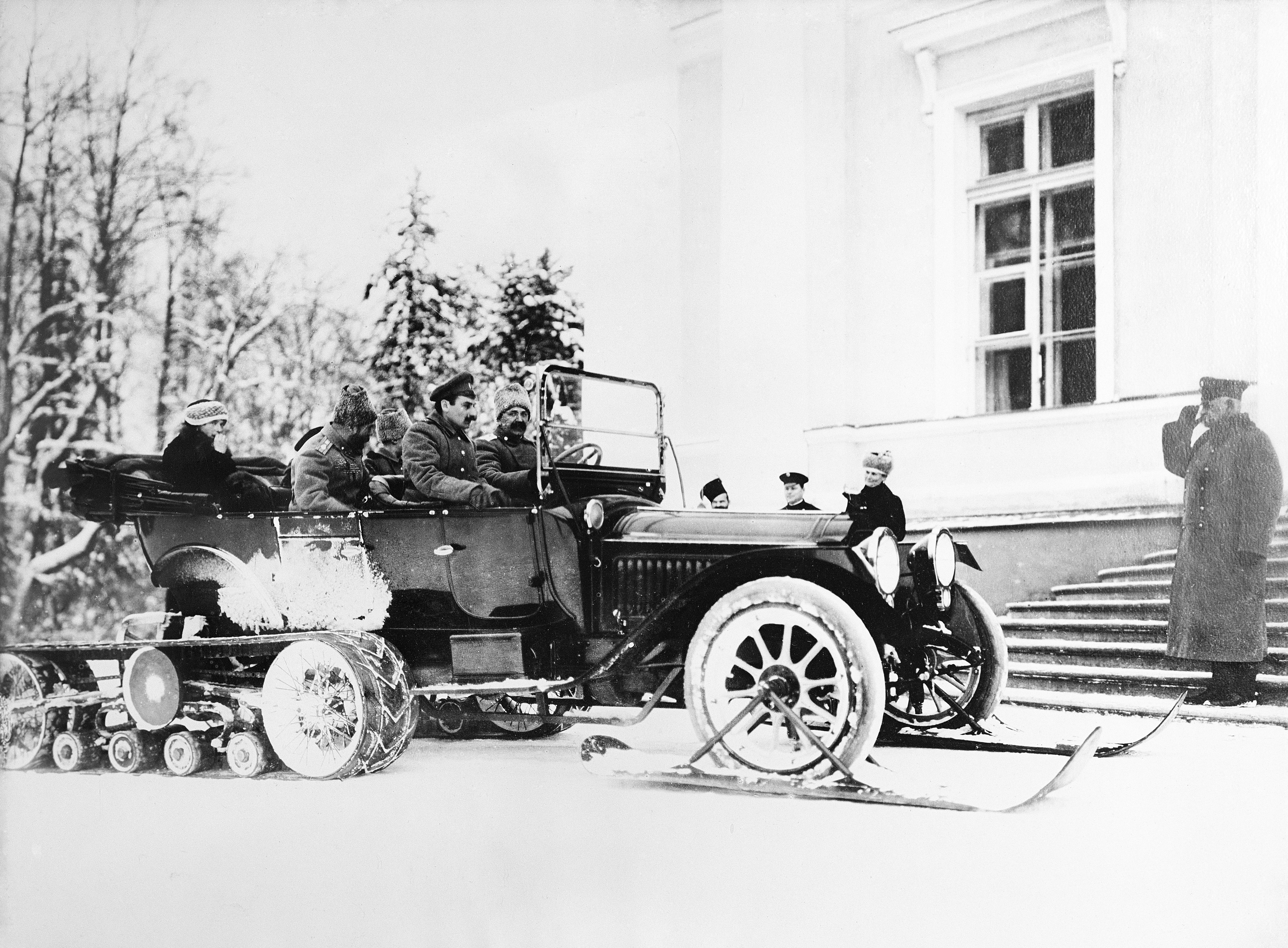
Bil med kégresseband utanför Alexanderpalatset i Tsarskoje Selo, januari 1917
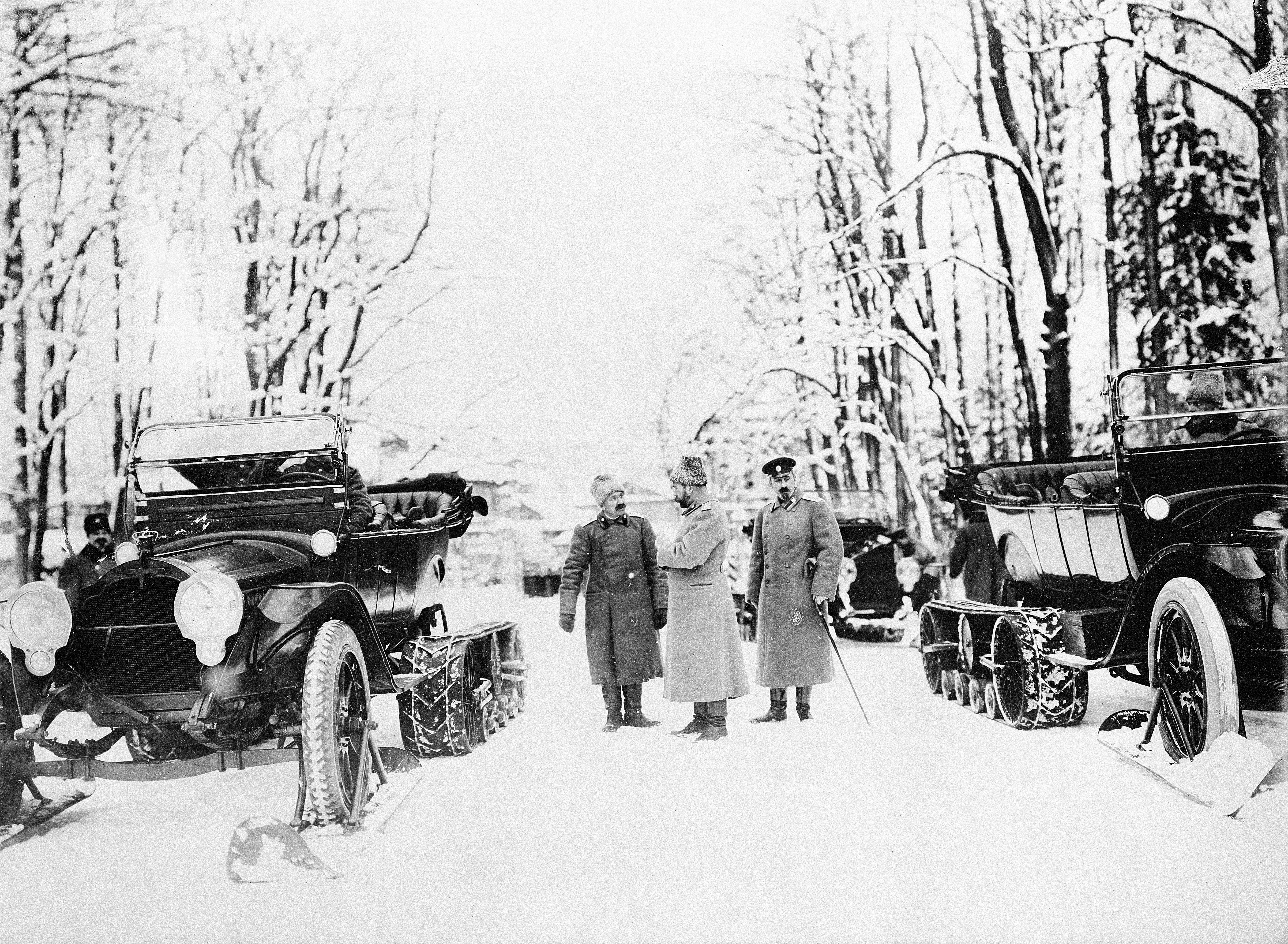
Fordon med kégresseband, Ryssland 1914-1918
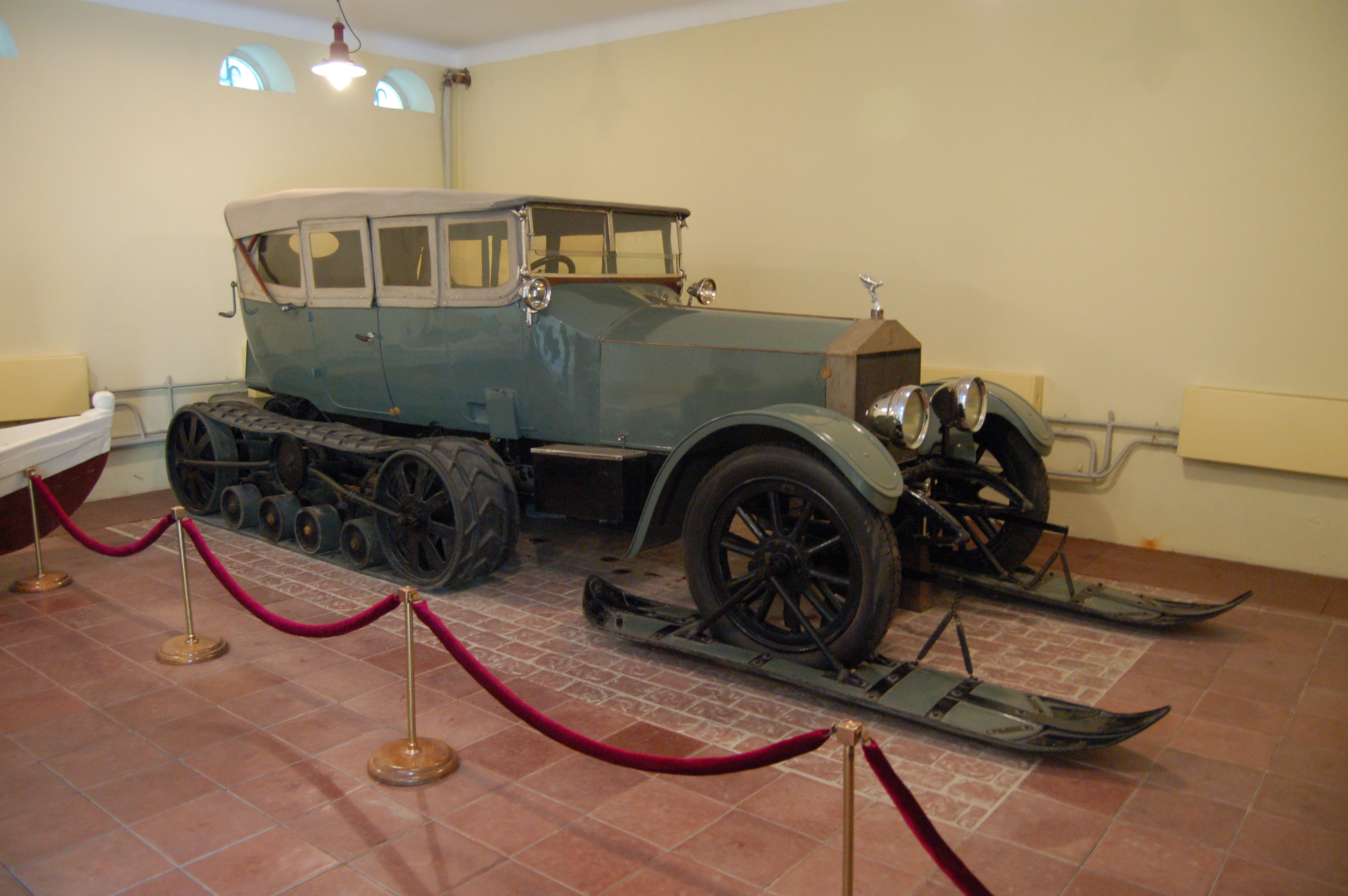
Lenins Rolls-Royce Silver Ghost med kégresseband

## Vidareutveckling i Frankrike
Efter ryska revolutionen flyttade Adolphe Kégresse tillbaka till Frankrike och fortsatte att utveckla banddrift för fordon för Citroën, framför allt på trettiotalet militära halvbandvagnar.

## Bildgalleri, halvbandvagnar

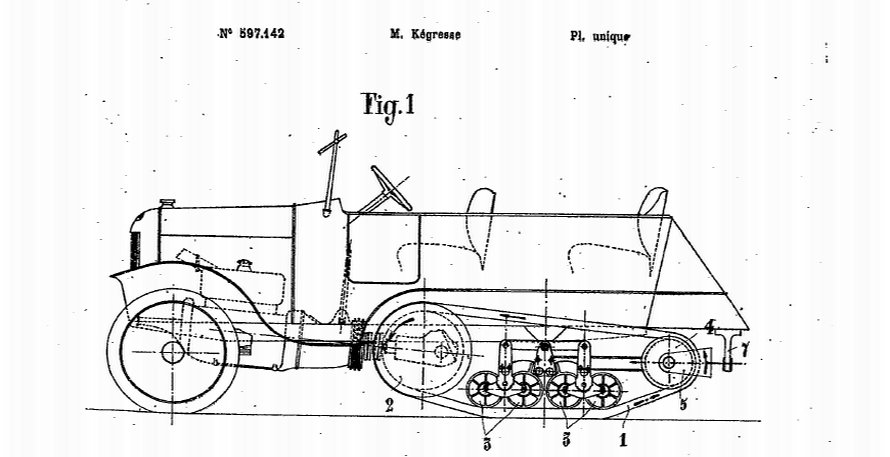
Patentritning FR597142, 1924
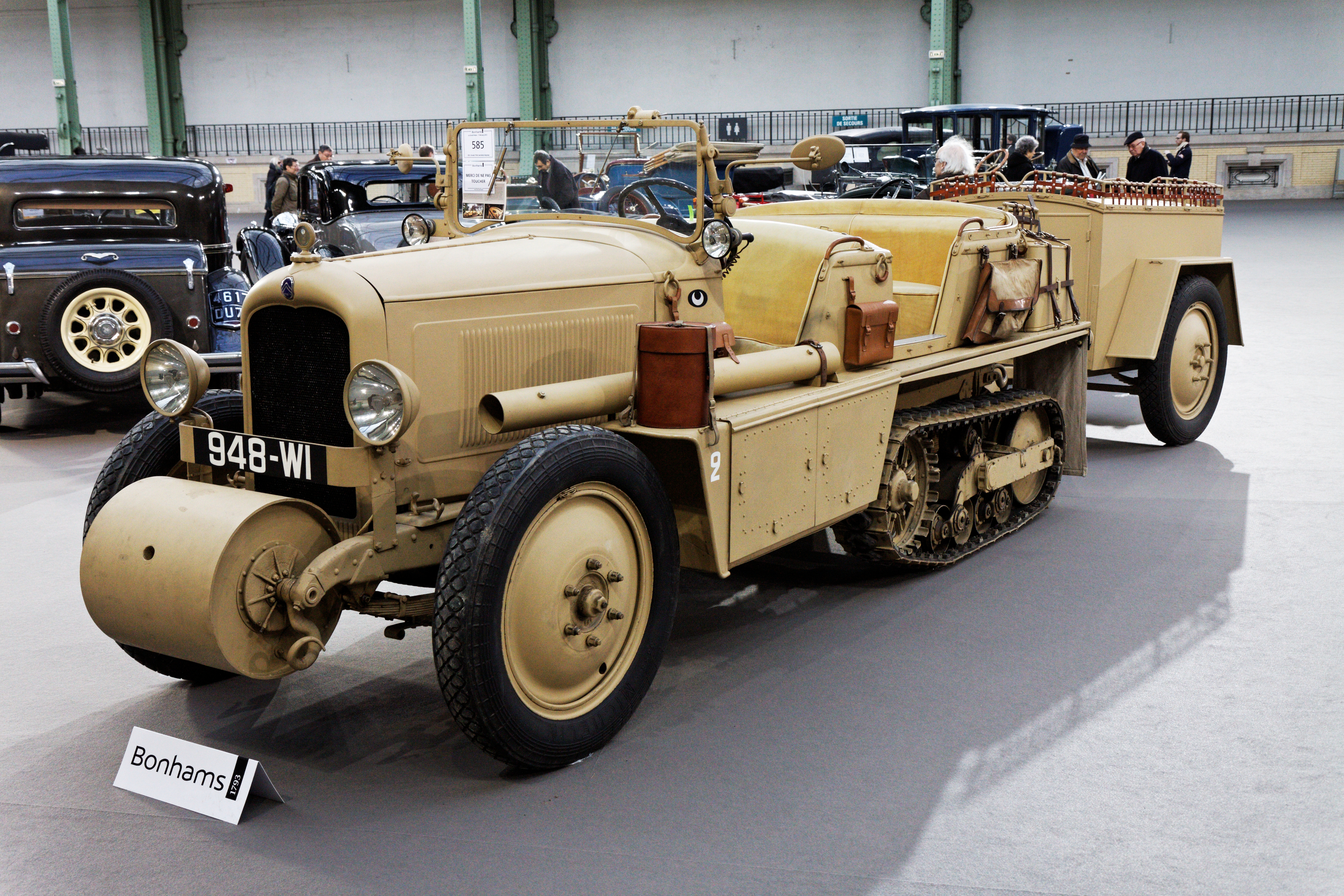
En Citroën P17 C Kégresse halvbandvagn från 1931
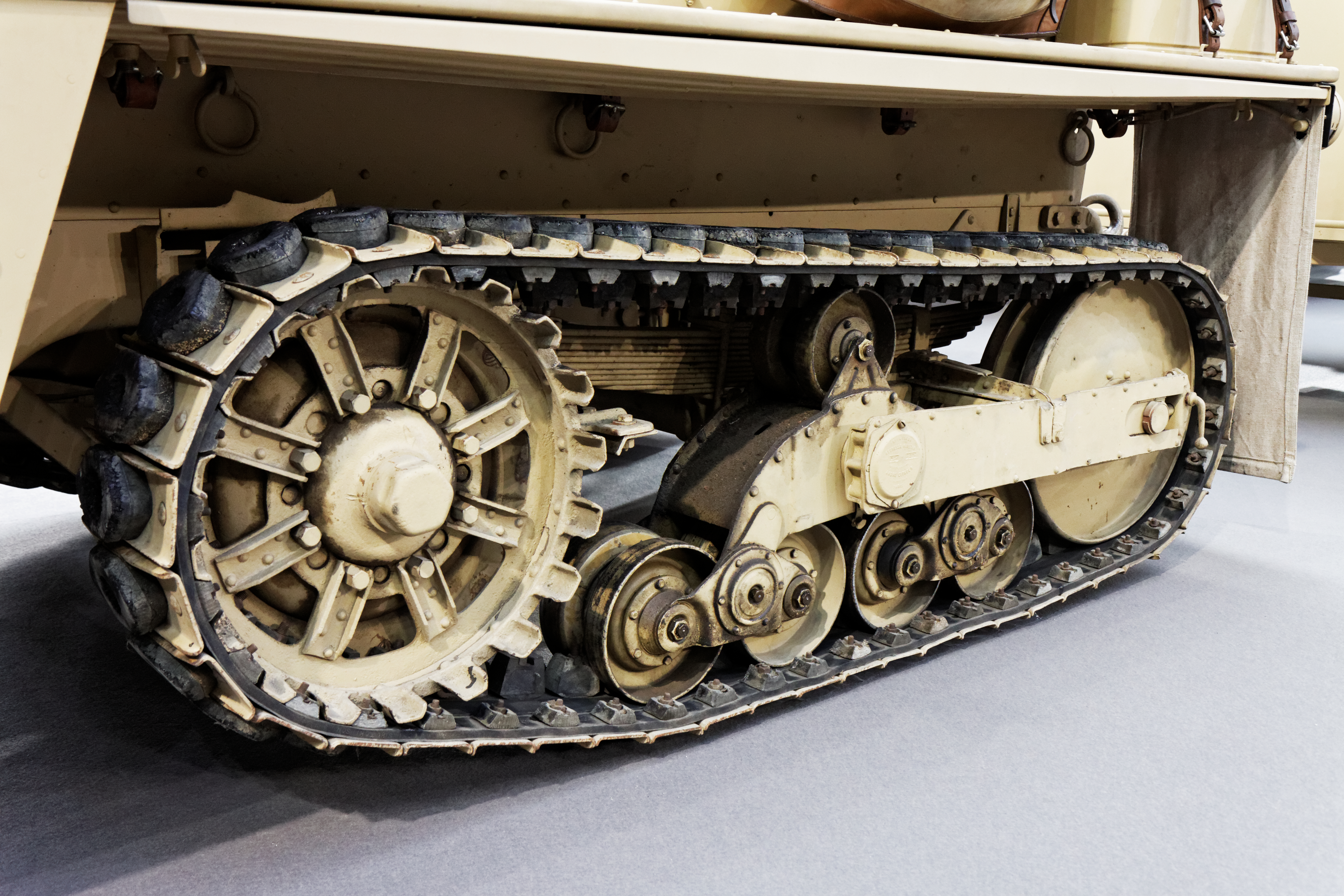
Drivsystemet på  en Citroën P19B Kégresse halvbandvagn
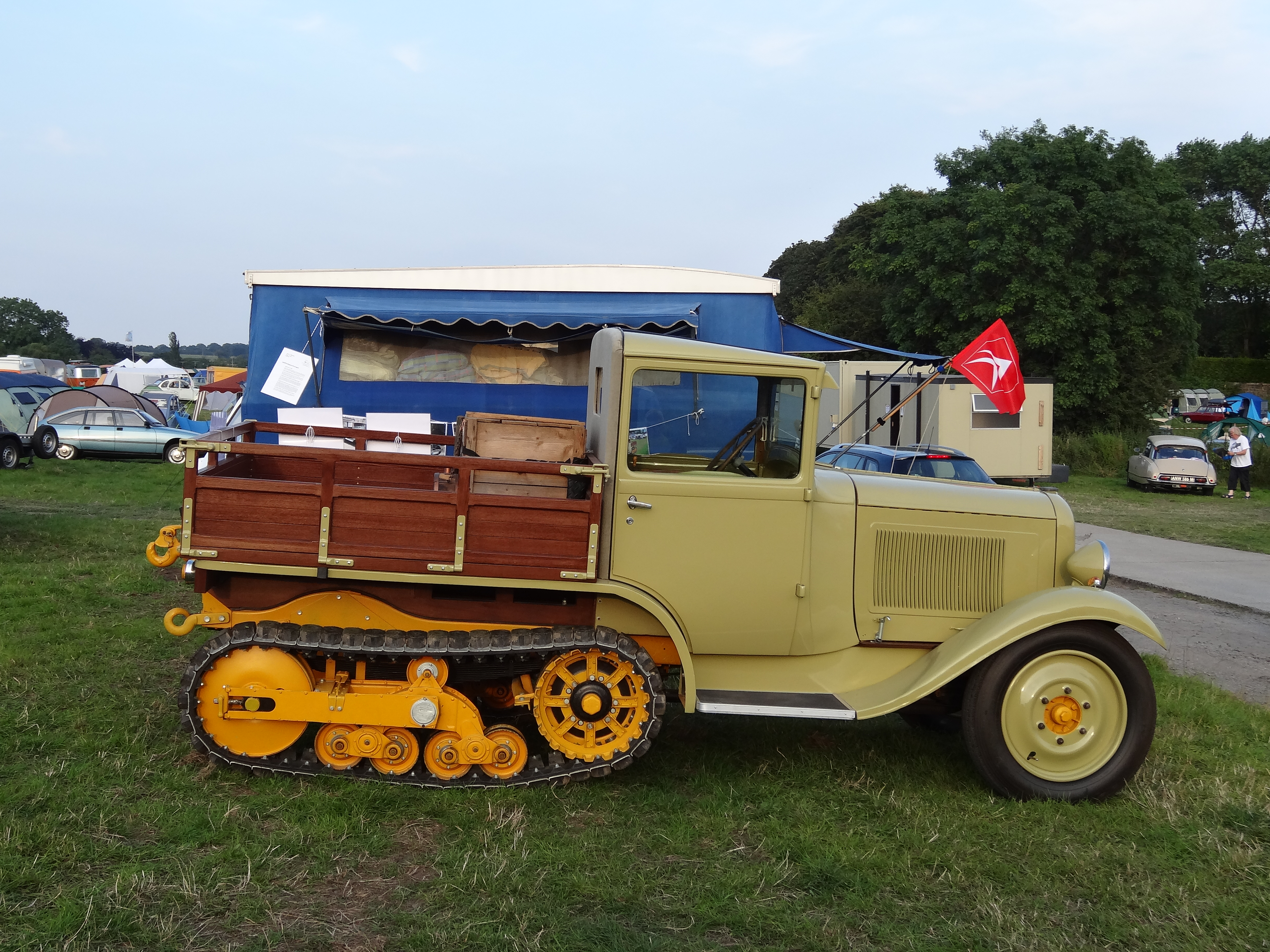
En Citroën P17 C Kégresse halvbandvagn från 1933
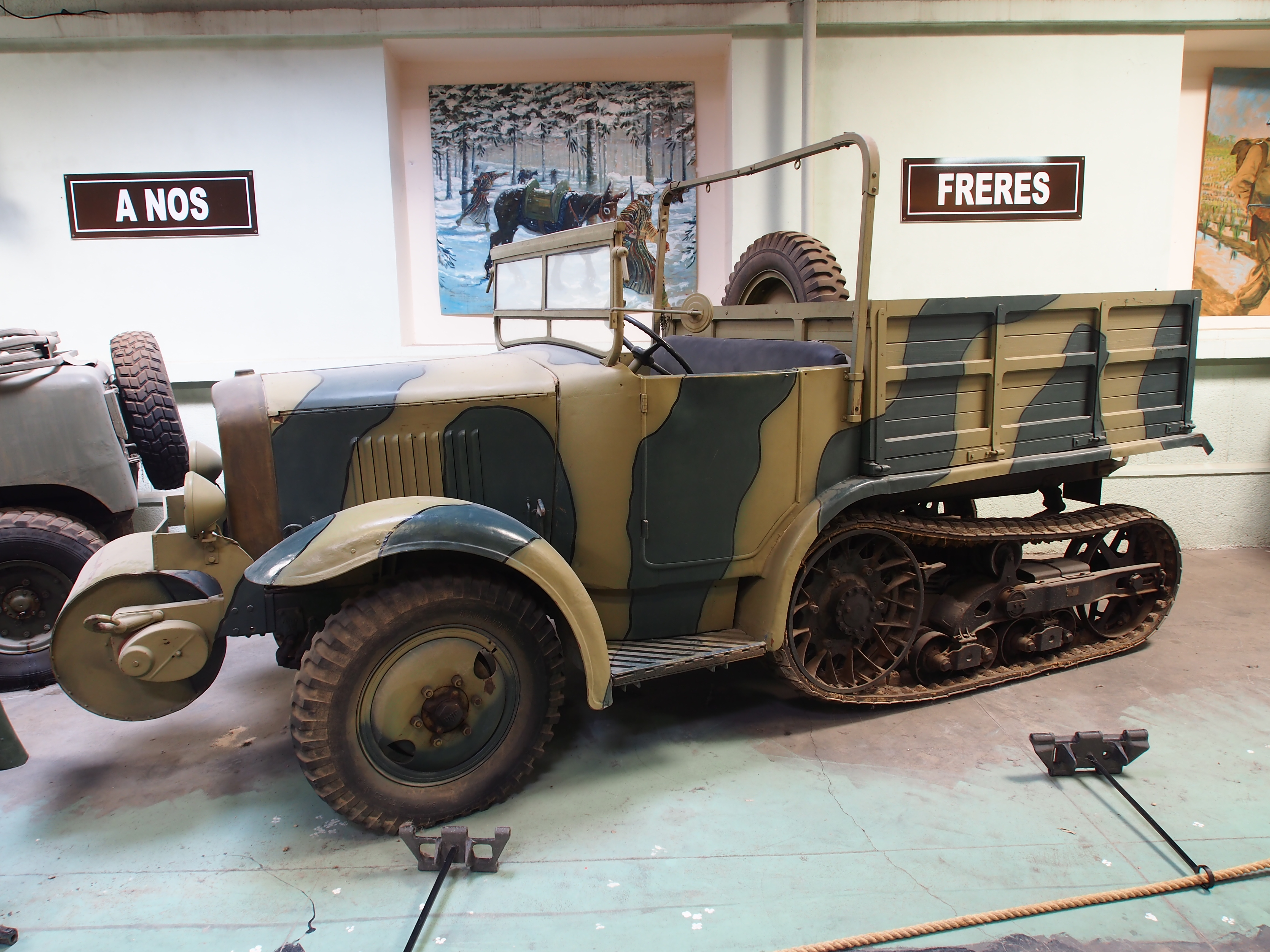
En Unic-Kégresse P107 på Musée des Blindés i Saumur i Frankrike